# 接触阻害
細胞生物学における接触阻害（せっしょくそがい、en:Contact inhibition）とは、細胞がお互いに接触するまで増殖した場合に起こる細胞の増殖が停止する細胞の性質のことである。接触阻止とも。

## メカニズム
接触阻害は、単層で成長する細胞の機能調節機構である。細胞が使用可能な単層の空間が十分にある場合は、細胞が迅速に増殖する。細胞が単層の空間を占有するまで、この増殖が継続する。単層の空間が占有された時点で、正常細胞の増殖が停止する。

### 癌での役割
癌細胞では、通常、この接触阻害の性質を失っており、隣の細胞に接触した場合でも増殖を停止できない状況に至っている。癌細胞は、接触時に増殖を停止したり成長方向を変更することはないためお互いの細胞の上に積み上がって成長を続けることとなる。ハダカデバネズミは癌の発生がほとんど観察されない動物であり、ハダカデバネズミの細胞は接触阻害が鋭敏になっている。癌細胞は、この接触阻害の性質を失っており、かつ、無限に増殖できる能力を有している。

### 細胞運動
線維芽細胞は接触阻害により回避行動を示す。2つの細胞がお互いに接触するとほとんどの場合、将来の衝突を避けるために異なる方向に位置を変えようとする。衝突が避けられない場合には、細胞は最終的に停止する現象が発生する。増殖によって細胞の量が増加するにしたがい、細胞が他の細胞と接触せずに移動することができる方向は減っていく。2つの細胞は接触するようになると、細胞の移動機能が麻痺する。細胞は他の細胞に重なって成長するよりも基底の位置でとどまろうとするため、細胞はお互いから離れるように動こうとする。衝突する2つの細胞が異なる種類の細胞である場合、衝突に反応するのは一方の細胞かもしれないし両方かもしれない。不死化細胞株（en:immortalised cell line）の中には無期限に増殖することができるにもかかわらず接触阻害を示すものがあるが、とはいえ一般的に通常の細胞よりその程度は低い。